# Akademia Sztuk Scenicznych w Pradze
Akademia Sztuk Scenicznych w Pradze (cz. Akademie múzických umění v Praze, AMU) – uczelnia artystyczna w Pradze.
Uczelnia ma trzy wydziały:
- Wydział Filmowy i Telewizyjny, FAMU
- Wydział Teatralny, DAMU
- Wydział Muzyczny, HAMU